# Жанибек-хан Есимулы
Жанибек-хан Есимулы (каз. Жәнібек хан Есімұлы) (рожд. неизвестно — 1643) — казахский хан, правитель Казахского ханства с 1628 по 1643 годы, старший сын Есим-хана. В русских источниках упоминается как «дорогое дитя» казахского хана Есима.

## Биография
После смерти султана Есим хана, новым правителем Казахского ханства был провозглашен Жанибек II, старший сын Есима. В отчете тобольского воеводы П.И. Пронского от 1639 года, связанном со событиями 1636 года, он упоминается как «Яныбек-царь». Недостаточно известны обстоятельства его правления, но считается, что он управлял примерно десять лет. Некоторые предположения указывают на то, что он погиб в схватке с калмыками в начале 1640-х годов.

## Правление
Жанибек ещё султаном участвовал в междоусобице чингизидов в Маверанахре. В конце XVI - нач. XVII в. на территории Средней Азии вместо утратившей силы династии шейбанидов к власти пришла династия аштарханидов. Надеясь, на будущие политические и материальные дивиденды, султан Жанибек поддержал одного из претендентов на престол Маверанахра султана Имамкули. Он сделал, правильный выбор. Имамкули получив трон, в благодарность за поддержку его казахскими султанами подтвердил владение казахами городов: Ташкент, Яссы, Сыгнак, Сузак и др., а султан Жанибек был назначен управляющим областью Сагардж.
Источники упоминают три значительных сражения между казахами и джунгарами в 1635-40, 1643-47 и 1652-53 годах.   
Детали первого сражения в 1635 году неизвестны, т.к. сохранились лишь отдельные факты. В результате первого похода хунтайши Ердене-Батура в 1635 г. казахские войска, возглавляемое ханом Жанибеком II и его младшим братом султаном Жангиром, потерпели поражение, а султан Жангир попал в плен. Новый «бухарский» поход на следующий год завершился для джунгар уже неудачно. Джунгары прорвались через казахские отряды, но вскоре были разбиты войнами Самаркандского наместника Жалантос батыра. Известно, что после очередного поражения джунгар от Бухарского войска батыра Жалантоса весной 1640 г. между всеми сторонами конфликта начались переговоры. В письменном докладе русского посла в Джунгарию М. Ремезова упоминается прием, данный хунтаиши Батуром 1 ноября 1640 г. иностранным и калмыцким послам. В этом докладе упоминаются послы «царя Яныбека». Жангир султан скорее всего был освобожден в результате данных переговоров.
Объединение ойратских племен в единое государственное образование под руководством ханов из дома Чорос привело к усилению внешнеполитической активности западных монголов. Их внешняя политика после общемонгольского съезда 1640 года была направлена на Казахстан. В это время в Джунгарии к власти пришел Батур-хунтайджи. Русские послы, включая атамана Гаврилу Ильина, стали свидетелями второго похода ойратов в казахские степи. По словам воеводы Пронского, Далай-тайша с калмыками направились походом против Казахского ханства. Этот поход был успешным, и в следующем году ойраты одержали победу еще и над хотогойтами. В одной из этих битв в начале 1640-х годов и погиб Жанибек-хан II, после которого Казахским ханством начал править Жангир, младший сын Есим хана.
Жанибек II захоронен в мавзолее Ходжа Ахмеда Ясави в г. Туркестан.